# Alex Hofmann
Alex Hofmann (Mindelheim, 24 de maio de 1980) é um motociclista alemão que disputa o mundial de MotoGP.